# Хронологія радянської цензури
Хроноло́гія радянської цензу́ри — дії державних органів РРФСР та СРСР з жовтня 1917 року по грудень 1991 року, пов'язані з цензурою та обмеженням свободи слова.

## Періодизація
Доктор історичних наук, директор РДАЛМ Тетяна Горяєва виділяє дві основні історичні віхи розвитку радянської цензури:
- 1917 р. —1930 рр.— період становлення і утвердження;
- 1940 рр.— 1991 р. — період стагнації.

Більш детальна періодизація можлива при використанні інституційного підходу:
- 1917—1922 — період відомчої цензури при Реввоєнраді, ВНК, Наркомпросі, Держвидаві і Головполітосвіті;
- 1922—1930 — організація і становлення державної цензурної системи (Головліт, Главрепертком, Главіскусство);
- 1930—1953 — діяльність Головліту в складі Наркомпросу (в 1953 році Головліт на короткий період був підпорядкований МВС);
- 1953—1966 — період тимчасової лібералізації;
- 1966—1987 — період стагнації цензурної системи;
- 1987—1991 — розпад системи на тлі спроб реформування Головліту.

## Введення цензури в Радянській Росії
- 27 жовтня (9 листопада) 1917 року (через 2 дні після захоплення влади комуністами в Петрограді) Раднаркомом був випущений «Декрет про друк»[2] На підставі цього декрету з жовтня 1917 по червень 1918 були закриті або припинили існування понад 470 опозиційних газет.[3].
- 4 (17) листопада 1917 Всеросійський центральний виконавчий комітет більшістю голосів прийняв резолюцію більшовицької фракції про підтримку політики Раднаркому в області друку.
- 8 листопада 1917 року Раднаркомом був випущений декрет «Про монополії на друкування оголошень», за яким друкувати оголошення могли тільки урядові видання[4].
- 28 січня 1918 Раднарком прийняв декрет «Про революційний трибунал друку», за яким за «контрреволюційні виступи» визначалися різні покарання - від штрафу і закриття газети до позбавлення політичних прав або свободи[1].
- 4 березня 1918 року було прийнято Постанову РНК «Про контроль на кінопідприємствах», підпорядкувавши приватний кінематограф місцевим Радам.
- Червень 1918 року - створено Військово-цензурний відділ при Оперативному відділі Народного комісаріату у військових справах[3].

## Система відомчої цензури
- 23 грудня 1918 року вийшло у світ «Положення про військову цензуру», підписана Львом Троцьким.[5][6]
- 26 лютого 1919 року - Постанова ВЦВК про закриття меншовицької газети «Завжди Вперед»[7].
- 20 травня 1919 року було оприлюднено Положення ВЦВК про Державний видавництві[8].
- У серпні 1919 року вся фото- і кінопромисловість були примусово націоналізовані[9].
- Жовтень 1919 року - підвищено статус військової цензури: з підпорядкування Реєстраційного управління Військово-цензурний відділ переведений в безпосереднє підпорядкування Польового штабу РВСР.
- У 1918-1919 роках були конфісковані всі приватні друкарні і паперова промисловість.
- 30 червня 1920 року організовано спецхран в рамках Книжкової палати[10].
- Жовтень 1920 року - в рамках Наркомосу створений Главполитпросвет під керівництвом Н. К. Крупської, яка взяла в подальшому дієву участь у вилученні та знищенні книг[11].
- Березень-квітень 1921 року - створено Управління військової цензури Штабу РККА[12].
- 13 жовтня 1921 Декретом РНК був затверджений «Перелік відомостей, що становлять таємницю і не підлягають поширенню»[13].
- 14 грудня 1921 року - згідно з постановою РНК організований спецхран в рамках Державного Рум'янцевського музею[10].
- 21 грудня 1921 року в рамках ОГПУ був організований відділ політконтролю, який займався перлюстрацією поштово-телеграфної кореспонденції.

## Період централізації
- 19 травня 1922 Ленін написав секретний лист голові ВЧК Дзержинському про підготовку до висилки з країни «письменників і професорів, які допомагають контрреволюції»[14].
- 6 червня 1922 декретом Раднаркому РРФСР було створено Головне управління у справах літератури і видавництв при Наркомосі з метою «об'єднання всіх видів цензури друкованих творів»[15].
- 10 серпня 1922 Політбюро ЦК РКП (б) затвердило списки на примусову депортацію за кордон інтелігенції. В цей же день відповідний декрет прийняв ВЦВК[16].
- Вересень-листопад 1922 року - «Філософський пароплав»: висилка з країни неугодної Радянськоій владі інтелігенції.
- 9 лютого 1923 року прийнята постанова Раднаркому про створення при Головліт нової структури - Комітет з контролю за репертуаром, скорочено Главрепертком. З цього часу «ні один твір не може бути допущено до публічного виконання без дозволу Главреперткома при Головліт або його місцевих органів (обллітів і гублітів)»[17].
- У 1925 році під грифом «Цілком таємно» Головліт випустив перший «Перелік відомостей, що становлять таємницю і не підлягають поширенню в цілях охорони політико-економічних інтересів СРСР». Була введена заборона на публікацію інформації про самогубства і про випадки божевілля на ґрунті безробіття і голоду; не можна було писати «про зараження хліба довгоносиком, кліщем та іншими шкідниками, щоб уникнути паніки ... і зловмисного тлумачення цих відомостей»[18].
- 24 квітня 1926 року Раднаркомом був затверджений новий відкритий «Перелік відомостей, що є за своїм змістом спеціально охоронюваною державною таємницею»[19].
- Червень 1926 року - спецвідділ при ОГПУ видав «Перелік питань цілком таємної, таємної і не підлягає оголошенню листуванням». Зміст цього переліку більш детально розкривало перелік РНК від 24 квітня[13].
- Листопад 1926 року - створення спецхранів в рамках масових бібліотек. Виходить «Положення про спецхрани в бібліотеці», відповідно до якого на спеціальне зберігання передавалися книги і періодичні видання, які, на думку цензури, можна було надавати тільки за спеціальним дозволом.
- У 1927 році видано наказ по акціонерному товариству «Радіопередачі», відповідно до якого всі передачі повинні були мати заздалегідь підготовлений і завірений цензурою текст.
- 26 лютого 1929 року - розпорядження Наркомосу «Про розмежування функцій між Главреперткома і Главіскусством», на перший покладався «політичний контроль за репертуаром видовищних підприємств»[17].
- У 1929 році Головліт наказав погоджувати проведення танців: «Справжнім роз'яснюється, що в кожному окремому випадку питання про дозвіл танців повинен узгоджуватися з Гублітом і місцевими політпросвіторганами»[18].
- У 1929 році була прийнята «Інструкція місцевим органам ОГПУ по спостереженню за станом секретного і мобілізаційного діловодства установ і організацій»[19].

## Тотальна цензура
- 1930 рік - зазнали розгрому як «троцькістські» і були заборонені перші дослідження в області теорії інформації[21][22].
- 6 липня 1931 Раднарком видав нове положення про Головліт. Як зазначає Геннадій Жирков, «вперше в практиці держави, та ще соціалістичної, була введена одночасно і гласно попередня і наступна цензура»[23]. За пропуск в друк секретних, т. зв. «антирадянських або спотворючих радянську дійсність» матеріалів для цензорів введена відповідальність аж до кримінальної[24].
- 15 серпня 1931 року ЦК ВКП (б) прийняв постанову «Про видавничу роботу». У ньому звертали увагу на те, що «книга повинна бути бойовою і актуально-політичною, вона повинна озброїти найширші маси будівельників соціалізму марксистсько-ленінською теорією і техніко-виробничими знаннями»[25].
- Лютий 1933 року - наказ Наркомату освіти РРФСР «Про порядок комплектування, зберігання та вилучення книг з бібліотек». Після цього, вилучення книг дещо скоротилися приблизно до 1935 року[26].
- З 1 червня 1935 року Наказом НКО № 031 (0131) в армії і на флоті введено нове Положення «Про організацію військової цензури в РККА». Таким чином була відновлена військова цензура в рамках армії, раніше передана до складу ВЧК / ОГПУ. Створено 8 відділ (центральна військова цензура) Реєстраційного управління РККА.
- 17 жовтня 1935 року - Постанова ЦВК РНК СРСР «Про відповідальність за виготовлення, зберігання і рекламування порнографічних виробів, зображень та інших предметів і торгівлю ними»[27].
- 7 жовтня 1936 року - Вийшов Наказ № 105 / від начальника Головліту. До наказу додавався «Список № 1 авторів, книги і брошури яких підлягають вилученню ...»[28]. З цього моменту стягуються всі твори «ворогів народу», закреслюються посилання і згадки про них[26].
- 2 листопада 1937 року - завідувач відділом друку і видавництв Лев Мехліс направив в ЦК ВКП (б) і в РНК СРСР записку «про політичне становище» в Головліт, що послужило початком великих чисток і репресій в цій організації.
- 9 грудня 1937 року - Протокольне постанову Оргбюро ЦК ВКП (б) «Про ліквідацію шкідницької системи вилучення Головліту літератури»[29].
- 13 січня 1938 року - замість знятого і розстріляного С. Б. Інгулова начальником Головліту призначений Н. Г. Садчиков.
- 10 червня 1938 року - введення спеціальної позначки про рівень доступу до підцензурної літературі, яка мала вигляд шестикутної печатки, так званої «шайби»[30].
- 17 серпня 1939 року - в паризькому журналі «Нова Росія» опубліковано «Відкритий лист Сталіну» від колишнього радянського військового і дипломатичного діяча Федора Раскольнікова зі звинуваченнями, в тому числі в цензурі науки, літератури і мистецтва, спалених книг і масових репресіях[31].
- 23 серпня 1939 року - укладення пакту Молотова — Ріббентропа. З бібліотек терміново було вилучено всю антифашистську літературу, з репертуарів театрів і кінопрокату повністю зняті твори з критикою націонал-соціалізму. Критика Гітлера та інших фашистських лідерів, яка публікувалася до серпня 1939 року, була заборонена. Під забороною опинилися будь-які згадки про війни між Росією і Німеччиною в історії[32][33].
- 1 червня 1942 року - прийняті поправки в КК РРФСР, за яким тепер поширення інформації з порушенням цензурних процедур каралося виправними роботами до 3 місяців або штрафом згідно ст. 185. Аналогічні поправки прийняті в інших союзних республіках.
- 16 грудня 1943 наказом народного комісара оборони № 0451 було введено «Положення про військову цензуру в Червоній Армії (на воєнний час)» замість діючої з 1935 року.
- 15 лютого 1944 року наказом заступника народного комісара оборони № 034 були введені «Правила щодо збереження військової таємниці у пресі Червоної Армії (на воєнний час)», в яких зазначався детальний перелік заборонених до розголошення відомостей[34].
- 25 лютого 1946 року прийнято Постанову Політбюро ЦК ВКП (б) про цензуру інформації з СРСР, що публікується за кордоном[35].
- 3 лютого 1947 року - Г. Александров направив доповідну записку А. Жданову з пропозицією заборони видання «Чорної книги» письменників Гроссмана і Еренбурга, оскільки, на його думку, книга містила «шкідливі» з ідеологічної точки зору факти.
- 10 лютого 1948 року - Постанова Політбюро ЦК ВКП (б) «Про оперу "Велика дружба "В. Мураделі». Постанова засуджувало «формалізм в музиці» і оголошував оперу Вано Мураделі «Велика дружба» (1947) «порочним антихудожнім твором»[36].
- 2 липня 1951 року в газеті «Правда» вийшла стаття «Проти ідеологічних перекручень в літературі»[24].

## Відлига
- 20 жовтня 1953 року - Головліт знову виділено з МВС в самостійне Головне управління при Раді Міністрів СРСР.
- 25 лютого 1956 року - секретна доповідь Микити Хрущова на XX з'їзді КПРС з викриттям культу особи Сталіна.
- 27 жовтня 1958 року - спільне засідання Президії Правління Спілки письменників СРСР, бюро Оргкомітету Спілки письменників РРФСР і Президії Правління Московського відділення Спілки письменників, на якому Борис Пастернак був виключений зі Спілки письменників СРСР за «зраду по відношенню до радянського народу, до справи соціалізму, миру, прогресу, оплачене Нобелівською премією в інтересах розпалювання війни»[37].
- 1960 рік - заборона публікації в журналі «Нева» роману Ернеста Хемінгуея «По кому дзвонить дзвін»[38].
- 1961 - вилучення органами КДБ рукописів роману Василя Гроссмана «Життя і доля», зупинка випуску альманаху «Таруські сторінки», вилучення випущених екземплярів з торгівлі та бібліотек[39][40].
- 1 грудня 1962 року - відвідування Микитою Хрущовим виставки художників-авангардистів «30 років МОСХ», на якій він заявив, що «все це не потрібно радянському народові». У пресі була розгорнута пропагандистська кампанія проти формалізму і абстракціонізму в мистецтві[41][42][43].
- 10 серпня 1963 року - постановою ЦК КПРС і Ради Міністрів СРСР Головліт включений до складу Державного комітету Ради Міністрів СРСР з питань преси[44].
- 13 січня 1964 року - арешт поета Йосипа Бродського за звинуваченням в дармоїдстві. Через два місяці він був засуджений до п'яти років примусових робіт з висиланням в Архангельську область.
- 8 вересня 1965 року в Москві був арештований письменник Андрій Синявський, а 12 вересня - письменник Юлій Даніель. Суд над ними, який завершився вироком на 7 і 5 років таборів відповідно за антирадянську пропаганду, став закінченням епохи відлиги.

## Цензура в період застою
- 18 серпня 1966 року - постанова Ради міністрів СРСР про повернення Головліту статусу Головного управління під керівництвом Радміну. З цього часу він іменується «Головне управління по охороні державних таємниць у пресі при Раді Міністрів СРСР» (ГУОТ)[45].
- Травень 1967 року - Олександр Солженіцин розсилає так званий «Лист з'їздові» Спілки письменників СРСР з публічним протестом проти політичної цензури[46].
- 4 червня 1972 року - вимушена еміграція Йосипа Бродського під загрозою переслідувань КДБ[47].
- 17 квітня 1973 року - лист поета Володимира Висоцького кандидату в члени Політбюро, секретаря ЦК КПРС, міністру культури СРСР Демічева з проханням дати можливість виступати перед слухачами[48].
- 12 лютого 1974 року - арешт Олександра Солженіцина за звинуваченням у зраді Батьківщині. 13 лютого він був позбавлений радянського громадянства і висланий з СРСР.
- 15 вересня 1974 року - розгін «Бульдозерної виставки» московських художників-авангардистів[49][50][51][52].
- 10 грудня 1975 року - в Осло Оленою Боннер оголошена Нобелівська лекція академіка Андрія Сахарова, в якій він вимагає серед іншого «свободи совісті, існування інформованої громадської думки, плюралізму в системі освіти, свободи друку і доступу до джерел інформації»[53].
- Січень 1980 року - після двох інтерв'ю академіка Андрія Сахарова іноземним ЗМІ щодо війни в Афганістані він був позбавлений всіх урядових нагород, включаючи звання Героя Соціалістичної Праці, і 22 січня без суду висланий в місто Горький, де був поміщений під домашній арешт[54].
- 1983 рік - Міністерство культури СРСР прийняло інструкцію, згідно з якою всі професійні і аматорські музиканти зобов'язані 80% концертного репертуару складати тільки з пісень, написаних членами Спілки композиторів СРСР[55].
- Липень 1984 року - Міністерство культури СРСР видало наказ № 361 «Про заходи щодо впорядкування діяльності вокально-інструментальних ансамблів, підвищення ідейно-художнього рівня їхнього репертуару»[56].
- 25 липня 1985 року - затверджений «Перелік відомостей, дозволених до відкритої публікації, щодо дій обмеженого контингенту радянських військ на території ДРА», розроблений відповідно до Постанови ЦК КПРС № П 206/2 від 7 червня 1985 року[57].

## Розпад системи радянської цензури
- 8 лютого 1986 року - інтерв'ю М. С. Горбачова газеті «Юманіте». Крім публічного визнання наявності цензури важливим аспектом була вказівка на цілі цензурних обмежень: охорона державної та військової таємниці, заборона на пропаганду війни, жорстокості і насильства, охорона недоторканості особи. Ідеологічні мотиви («антирадянська пропаганда» і т. П.) Не було названо[58].
- 25 лютого 1986 року - доповідь М. С. Горбачова на XXVII з'їзді КПРС з декларуванням політики гласності[59].
- 4 вересня 1986 року Головліт СРСР видав наказ № 29с, в якому цензорам було дано вказівку зосередити увагу на питаннях, пов'язаних з охороною державних і військових таємниць у пресі, і інформувати партійні органи тільки про суттєві порушення в ідеологічній сфері[58].
- 25 вересня 1986 року - Постанова ЦК КПРС про припинення глушіння передач одних зарубіжних радіостанцій («Голос Америки», «Бі-Бі-Сі») і посиленні глушіння інших («Свобода», «Німецька хвиля»).
- У 1987 році приступила до роботи Міжвідомча комісія, очолювана Головліту СРСР, яка почала перегляд видань з метою передачі їх з відділів спеціального зберігання в «відкриті» фонди.
- 23 травня 1987 року в Радянському Союзі остаточно припинили глушити радіопрограми «Голосу Америки» і деяких інших західних радіостанцій.
- Травень1988 року - в СРСР вперше опублікований роман Бориса Пастернака «Доктор Живаго», через публікацію якого за кордоном Пастернак був виключений зі Спілки письменників СРСР в 1958 році. У тому ж 1988 році опублікований раніше заборонений роман Василя Гроссмана «Життя і доля».
- 5 жовтня 1988 року - Постанова Ради Міністрів СРСР «Про генеральну схему управління системи охорони державних таємниць у пресі» з дозволом Головліту співпрацювати з редакціями в області охорони таємниць на договірній основі[60].
- 30 листопада 1988 року - повне припинення глушіння зарубіжних радіостанцій в СРСР[61][62].
- 1989 рік - перша офіційна публікація уривків з роману Солженіцина «Архіпелаг ГУЛАГ» в журналі «Новий світ»[63].
- 25 січня 1989 року - вперше в офіційній пресі СРСР опублікована Загальна декларація прав людини[64].
- 12 червня 1990 року - прийнятий Закон СРСР «Про пресу та інші засоби масової інформації», в якому було прямо вказано, що «Цензура масової інформації не допускається»[65].
- 9 липня 1990 року вийшов наказ Головліту «Про ліквідацію спецхранів», в якому наказувалося передати всі книги в загальні фонди.
- 1 серпні 1990 року - набрав чинності Закон СРСР «Про пресу та інші засоби масової інформації» від 12 червня 1990 року, що означало скасування державної цензури[66].
- 24 серпні 1990 року - прийнято постанову Ради Міністрів СРСР «Про затвердження тимчасового положення про головне управління по охороні державних таємниць у пресі та інших засобах масової інформації при Раді Міністрів СРСР».
- 13 квітня 1991 року Головліт скасований постановою Кабінету Міністрів СРСР з передачею його функцій Міністерству інформації та друку СРСР[67].
- 25 липня 1991 року за Міністерстві інформації і друку СРСР створено «Агентство з захисту державних секретів у засобах масової інформації»[68].
- 24 жовтня 1991 року «Агентство з захисту державних секретів у засобах масової інформації» ліквідовано на підставі постанови Ради Міністрів Української РСР від 15 жовтня 1991 року і наказу Міністерства інформації і друку СРСР від 24 жовтня 1991 року.